# The Son-of-a-Gun
The Son-of-a-Gun er en amerikansk stumfilm fra 1919 af Jesse J. Robbins.

## Medvirkende
- Gilbert M. 'Broncho Billy' Anderson som Bill
- Joy Lewis som May Brown
- Fred Church som Buck Saunders
- Frank Whitson som Double Deck Harry
- A.E. Wittin som W.L. Brown